# جاده ای۱۵۱
جاده ای۱۵۱ (به انگلیسی: A151 road) یکی از جاده‌های کشور انگلستان است.
این جاده از روستای کولستروورث شروع و در شهرک هولبیچ در شهرستان لینکلن‌شر به پایان می‌رسد، طول این جاده ۵۳.۶ کیلومتر است.